# Siproeta epaphus
Siproeta epaphus é uma borboleta neotropical da família Nymphalidae e subfamília Nymphalinae, encontrada do México até a Argentina, com raros avistamentos nos estados do Texas e Novo México (EUA). Foi classificada por Pierre André Latreille, com a denominação de Vanessa epaphus, em 1813.

## Descrição
Indivíduos desta espécie possuem as asas de contornos serrilhados, com cerca de 7.5 a 8.5 centímetros de envergadura, e são basicamente de coloração marrom, vistos por cima, com uma faixa branca que cruza as asas, de cima a baixo. Da borda desta faixa, em direção à margem externa das asas anteriores, sua coloração é de um vermelho-alaranjado, característico desta espécie. Por baixo, tal padrão em  vermelho-alaranjado se torna mais discreto, predominando os tons de marrom. Na subespécie Siproeta epaphus trayja, a coloração da margem das asas, vistas por cima, é uniformemente marrom, sem apresentar áreas avermelhadas. Não apresentam dimorfismo sexual.

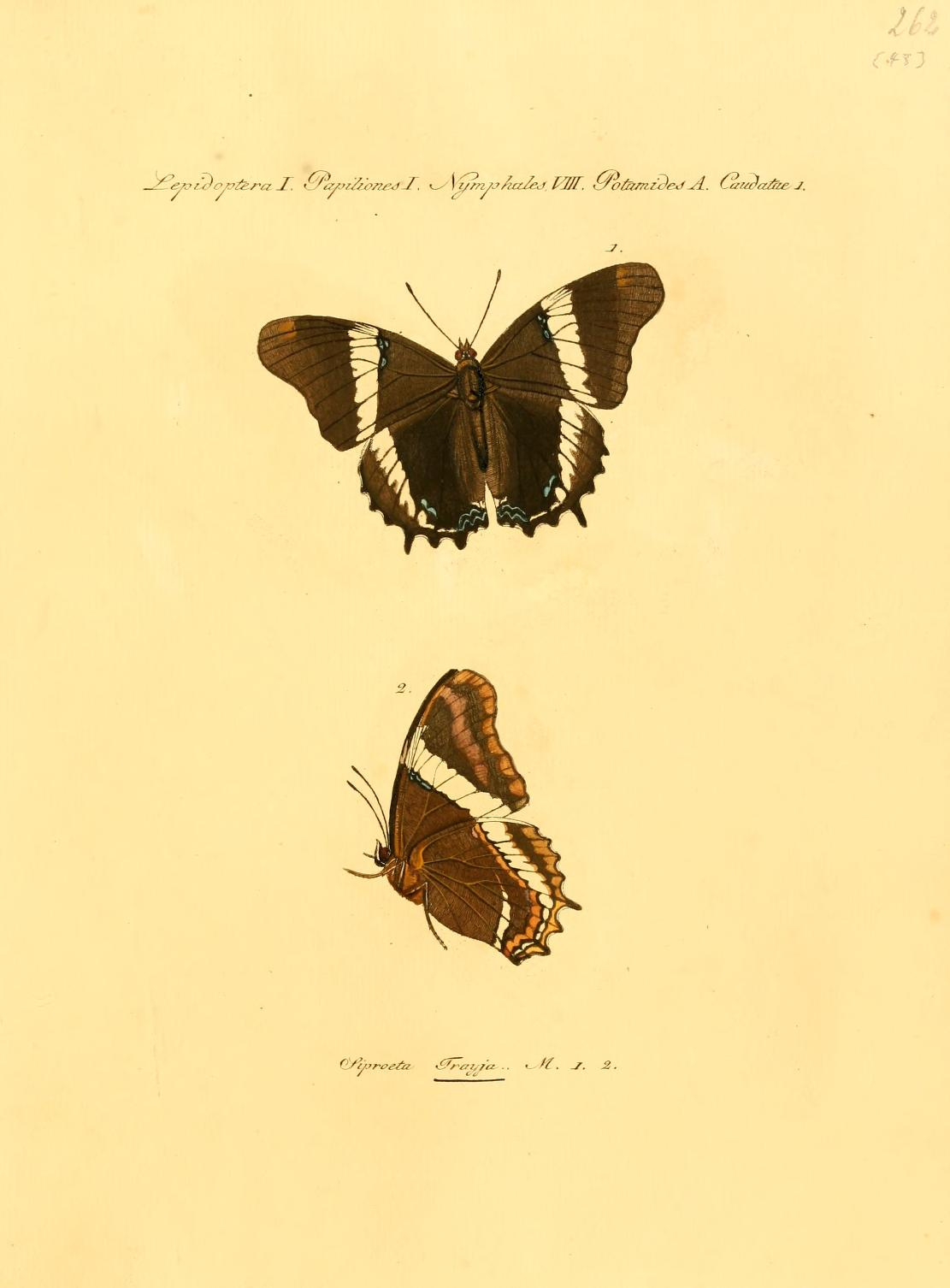
A subespécie S. epaphus trayja, catalogada por Jakob Hübner, em 1823 (gravura de 1821).

## Hábitos
Segundo Adrian Hoskins, esta espécie pode ser encontrada em floresta primária, ao longo das margens dos rios e em clareiras; mas também ocorrendo em habitats de floresta secundária, em pastagens e beiras de trilhas e estradas; em altitudes entre 400 e 1.800 metros, sendo mais escassa em áreas de planície. É ativa nas horas quentes da manhã, se alimentando de substâncias retiradas de frutos fermentados e de flores como Croton, Lantana e Impatiens, ou se alimentando de umidade mineralizada do solo, de carniça e de esterco.

## Ovo, lagarta, crisálida e planta-alimento
As lagartas de Siproeta epaphus, nascidas de ovos isolados de coloração verde-escura, se alimentam de plantas da família Acanthaceae pertencentes aos gêneros Blechum, Ruellia, Justicia e Hygrophila. São basicamente de um negro lustroso, com projeções espinescentes amareladas em sua superfície. Também apresentam um outro par de projeções, como chifres, em sua cabeça. Sua crisálida possui coloração verde-clara, com alguns espinhos amarelados, característicos.

## Subespécies
S. epaphus possui três subespécies:
- Siproeta epaphus epaphus - Descrita por Latreille em 1813, de provável exemplar proveniente do Peru.[6]
- Siproeta epaphus gadoui - Descrita por Masters em 1967, de exemplar proveniente da Venezuela.
- Siproeta epaphus trayja - Descrita por Hübner em 1823, de exemplar proveniente do Brasil (Siproeta trayja).[10]